# Caixa

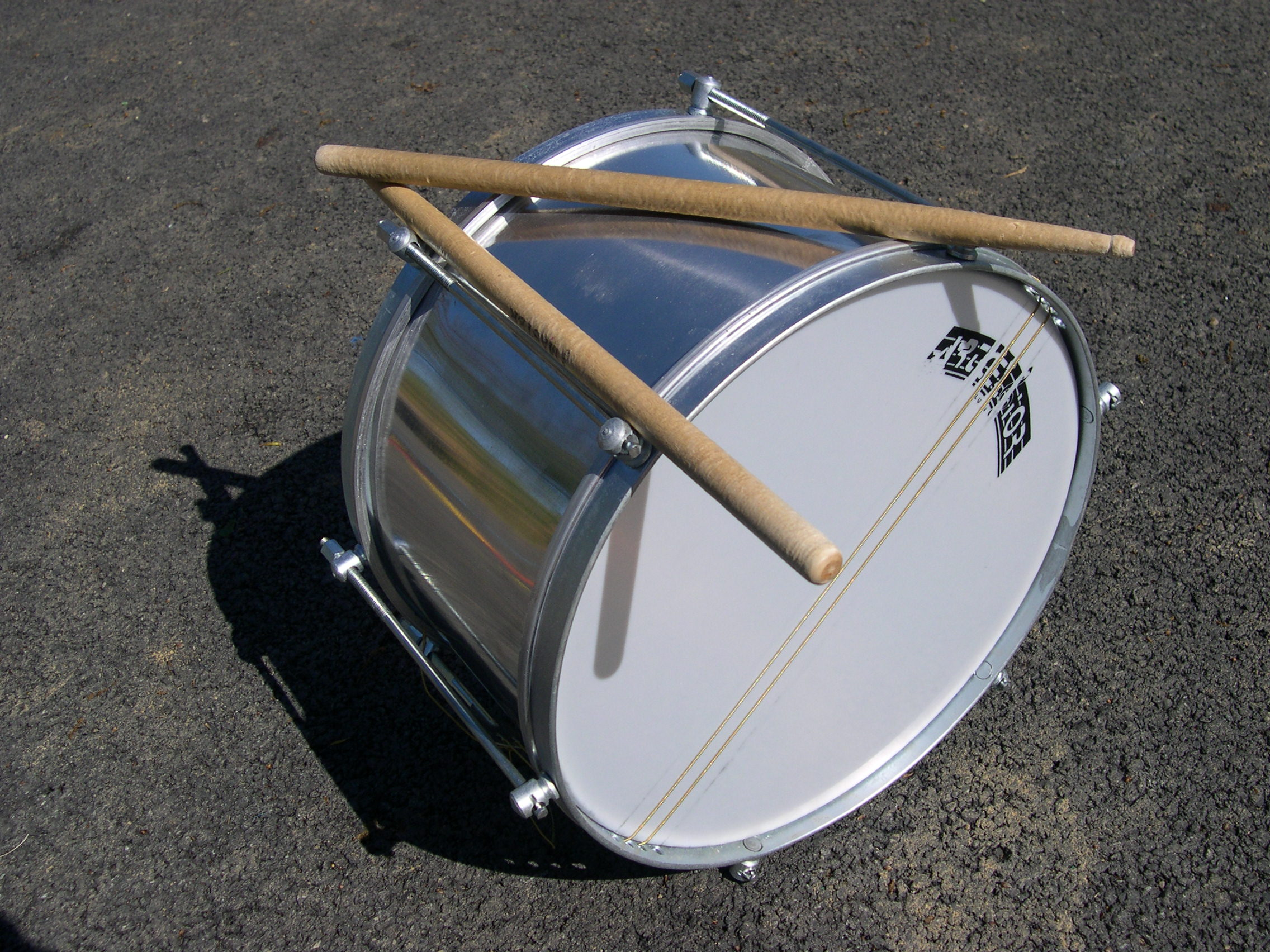
Caixa de samba

Caixa (portugiesisch „Fach“, „Kiste“) ist die brasilianische Variante der Snare- oder Marching-Drum. Die zweifellige Zylindertrommel wird in unterschiedlichen Musikstilen auch tarol, malacacheta oder caixa de guerra genannt. Die caixa ist ein wichtiges Instrument im brasilianischen Samba, Samba-Reggae, Maracatu und anderen Rhythmen, bei denen sie zusammen mit dem chocalho, der ganzá oder dem reco-reco für den hellen rhythmischen Teppich der Bateria (Rhythmusgruppe) sorgt.

## Bauweise
Die caixa ist von der normalen Snare oft durch den kleineren Durchmesser des Klangkörpers zu unterscheiden – caixas haben in der Regel einen Durchmesser von 30 bis 35 Zentimetern. Sie werden traditionell nicht mit dem üblichen Snareteppich auf dem Resonanzfell, sondern mit zwei bis vier einfachen Saiten, die mit umsponnenen Gitarrensaiten zu vergleichen sind, auf dem Schlagfell bespannt. Ihr Körper ist aus Metall, oft verzinktes Stahlblech oder Alublech, das Fell besteht aus Kunststoff.
Bei anderen Bauvarianten sind die Resonanzsaiten auf das Resonanzfell gespannt. Die Saiten können auch aus Naturdarm bestehen; auch normale Snareteppiche werden verwendet. Im Maracatu gibt es auch Caixa-Modelle aus Holz, vereinzelt mit Naturfell. In Europa greifen viele Caixa-Spieler wegen der problemloseren Verfügbarkeit von Instrumenten und Ersatzteilen auf Snare-Drums in Standardbauweise zurück.
Eine verwandte größere Zylindertrommel ist die zabumba, die auch caixa grande genannt wird.

## Spielweise
Die caixa wird häufig in der linken Armbeuge getragen. Andere Haltevarianten sind über einen Schultergurt auf Hüfthöhe hängend oder mit Beckengurt waagerecht vor dem Bauch. Durch die Haltung in der Armbeuge ergibt sich eine traditionelle Spielweise, bei der die Betonungen mit der rechten Hand gespielt werden und die linke Hand nur die unbetonten Noten spielt und gleichzeitig auch für den Sambaswing sorgt. Gespielt wird mit zwei Holzsticks, traditionell ohne verjüngtem Kopf.